# Vranino oko
Vranino oko (četverolisni petrov križ, lat. Paris quadrifolia) otrovna je biljka iz porodice čemerikovki (Melanthiaceae). Raste po cijeloj Europi te u Zapadnom Sibiru. Kod nas raste po planinskim šumama.

## Sastav
Sadrži vitamin C, flavonoide, kumarin, organske kiseline, pektinske tvari, glikozid paridin, te otrovni saponin paristifnin.

## Primjena u narodnoj medicini
Protiv grčeva, čireva, kod upaljenih očiju, te za teško zacjeljive rane.